# 瓜達富伊角
11°49′N 51°15′E / 11.817°N 51.250°E
瓜達富伊角是位於東北非國家索馬利亞巴里州的一個海岬。瓜達富伊角位於接近亞丁灣、印度洋中之葉門屬索科特拉島的內側。該峽角位於東經51°27'52"，是非洲之角的地理頂點。由於鄰近突出的海岬哈豐角地理上比瓜達富伊角更東，瓜達富伊角為非洲大陸的第二極東點。
此海岬對出的瓜達富伊海峽連接亞丁灣與索馬里海，因此可以在海岬上透過望遠鏡觀察到穿越海峽的船隻。

## 歷史

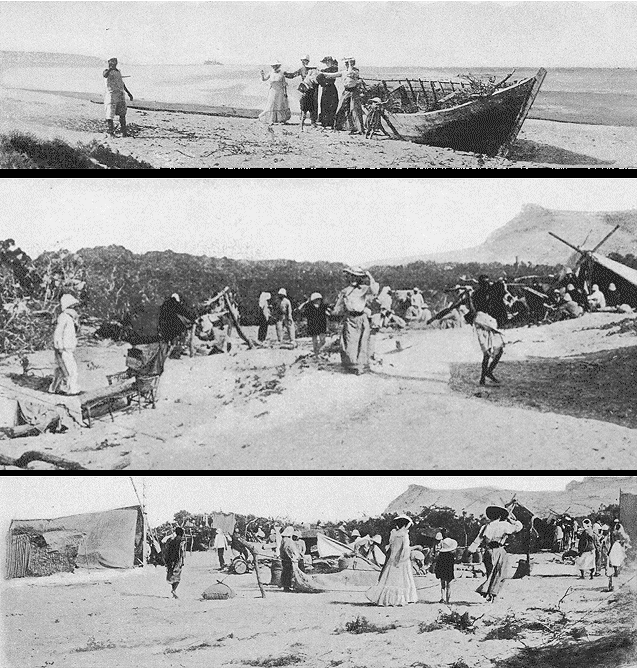
位於瓜達富伊角對開海面的船隻殘骸（攝於1905年）

早於公元1世紀，瓜達富伊角就與索馬里北部沿海地區的其他貿易城鎮被記錄在爱利脱利亚海周航记。
瓜達富伊（Guardafui）源自於中世紀晚期水手對該岬角的描述：古意大利語Guarda fui意思為“注意與逃生”，描述了瓜達富伊角對開海峽的危險性。
於19世紀早期，索馬里的水手不准外國船隻進入瓜達富伊角附近的港口，同時以自己的船隻前往葉門亞丁和摩卡進行貿易。當時索馬里東北部的海岸主要由馬吉爾廷蘇丹國和霍比奧蘇丹國管轄。
由於瓜達富伊角對出的海峽經常發生海難，英國政府與馬吉爾廷蘇丹奧斯曼穆罕默德簽署協議，協議中英方會每年繳交一筆補助金，以保護於從瓜達富伊角附近海難中生還的英方船員，並阻止英方船員遭到掠奪。然而，雙方最終沒有落實協議。
1894年，英國正式確認意大利對瓜達富伊角的主權。隨後，意大利人於1899年開始在瓜達富伊角進行詳細的研究，並於1904年提出於瓜達富伊角建設燈塔的計劃。

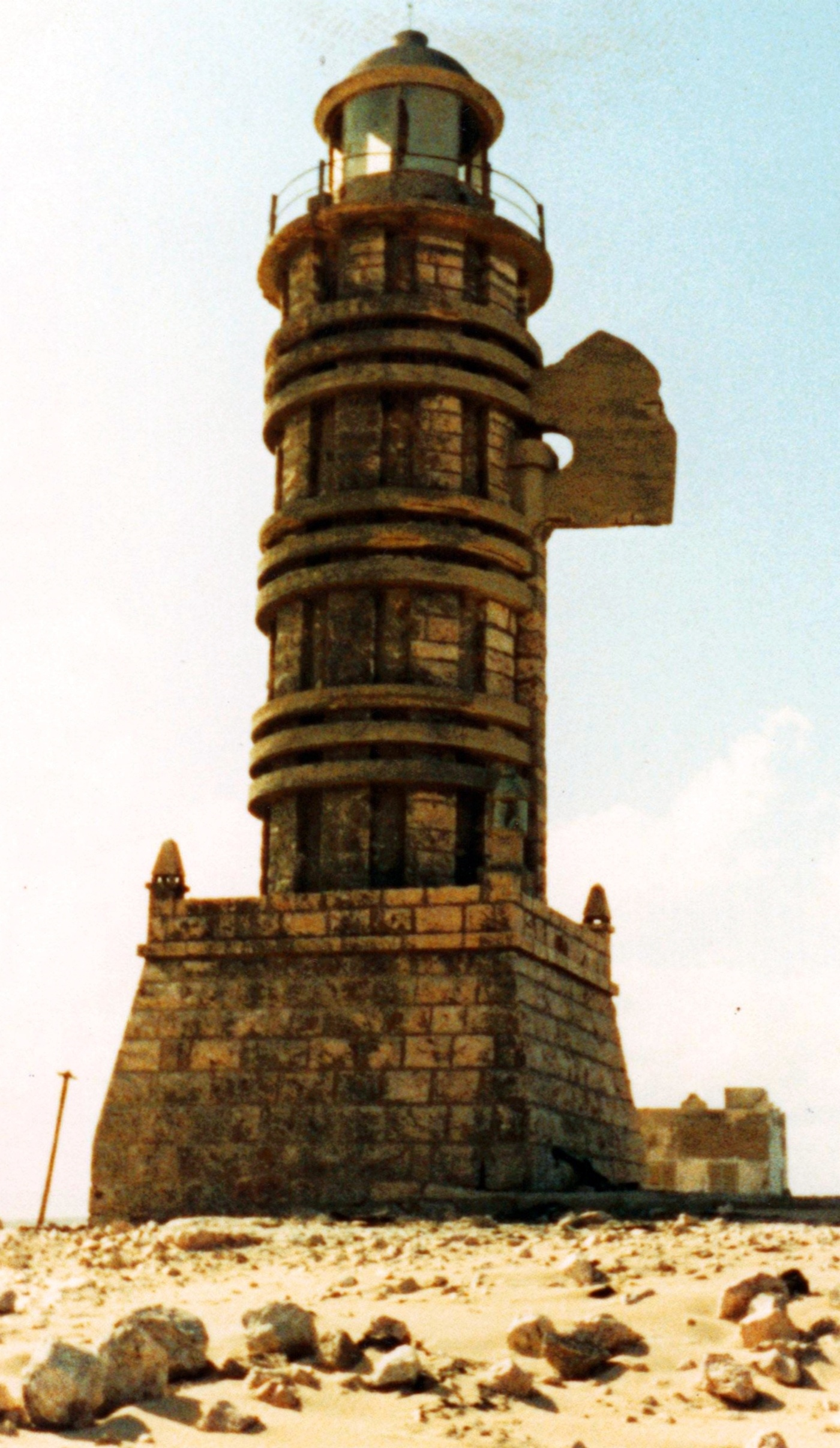
Francesco Crispi 燈塔

雖然如此，瓜達富伊角的第一座燈塔於1924年4月才真正建成。此燈塔使用了金屬骨架，亦只有簡易的設施。1925年末，索馬里則爆發大規模反意大利統治的反抗活動。意大利軍隊曾於1925年11月和1926年1月阻止反抗活動的民眾破壞燈塔。儘管如此，燈塔仍受到一定的損壞。因此意方決定建造一座更堅固的燈塔。1930年，新一代石造、帶有法西斯建築風格的燈塔與一座無線電站落成啟用。該燈塔以弗朗西斯科·克里斯皮命名。
《郑和航海图》称为葛儿得风